# Javier Ramírez

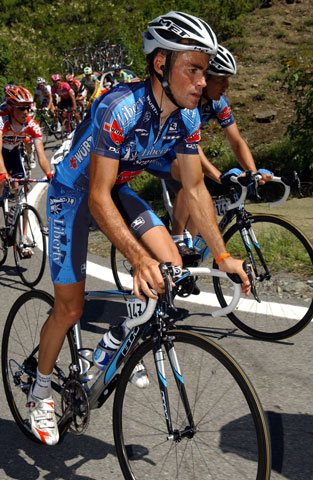
Javier Ramírez (2006)

Javier Ramírez Abeja (* 14. März 1978 in Carmona) ist ein ehemaliger spanischer Radrennfahrer.
Javier Ramírez gewann 2002 das Eintagesrennen Clásica Memorial Txuma und 2003 die Gesamtwertung des Etappenrennens Vuelta a León. Nachdem er jeweils ab September der Jahre 2002 und 2003 als Stagiaire bei CSC-Tiscali bzw. Vini Caldirola-Saunier Duval fuhr, erhielt er 2004 seinen ersten regulären Vertrag bei Liberty Seguros und blieb Profi bis zum Ende der Saison 2012. Während seiner Karriere bestritt und beendete er zweimal den Giro d’Italia und dreimal die Vuelta a España. Im vorletzten Jahr seiner Laufbahn, 2012, gewann er je eine Etappe der Vuelta Ciclista de Chile, der Ruta del Sol und der Azerbaïjan Tour, deren Gesamtwertung er ebenfalls für sich entscheiden konnte.

## Erfolge
2002
- Clásica Memorial Txuma

2003
- Gesamtwertung Vuelta a León

2012
- eine Etappe Vuelta Ciclista de Chile
- eine Etappe Ruta del Sol
- Gesamtwertung und eine Etappe Azerbaïjan Tour

## Grand-Tour-Platzierungen
| Grand Tour            | 2005 | 2006 | 2007 | 2008 | 2009 | 2010 | 2011 | 2012 |
| --------------------- | ---- | ---- | ---- | ---- | ---- | ---- | ---- | ---- |
| Giro d’ItaliaGiro     | 65   | 82   | –    | –    | –    | –    | –    | –    |
| Tour de FranceTour    | –    | –    | –    | –    | –    | –    | –    | –    |
| Vuelta a EspañaVuelta | –    | –    | –    | –    | 62   | 92   | –    | 120  |

## Teams
- 2002 CSC-Tiscali (Stagiaire)
- 2003 Vini Caldirola-Saunier Duval (Stagiaire)
- 2004 Liberty Seguros
- 2005 Liberty Seguros-Würth
- 2006 Liberty Seguros / Astana
- 2007 Fuerteventura-Canarias
- 2009 Andalucía-Cajasur
- 2010 Andalucía-Cajasur
- 2011 Andalucía Caja Granada
- 2012 Andalucía
- 2013 Rádio Popular-Onda